# La Ferrière (Côtes-d’Armor)
La Ferrière korábbi község Franciaországban, Côtes-d’Armor megyében. Lakosainak száma 453 fő (2018. január 1.). La Ferrière La Chèze, Plémet, Plumieux, La Prénessaye és Saint-Barnabé községekkel határos.
2016. január 1-jén a korábbi Plémet községgel egyesült és az így létrejött (azonos nevű) Plémet új község része lett..

## Népesség
A település népességének változása:
| Lakosok száma | 572  | 533  | 498  | 470  | 448  | 459  | 454  | 458  | 454  | 453  |
|               | 1962 | 1968 | 1982 | 1990 | 1999 | 2008 | 2011 | 2013 | 2017 | 2018 |